# Armsheim
Armsheim település Németországban, Rajna-vidék-Pfalz tartományban. Lakosainak száma 2453 fő (2023. december 31.).

## Népesség
A település népességének változása:
| Lakosok száma | 1492 | 2482 | 2501 | 2493 | 2468 | 2453 |
|               | 1975 | 2017 | 2019 | 2021 | 2022 | 2023 |